# Hövelhof
Hövelhof est une commune d'Allemagne, située à l'est du land de Rhénanie-du-Nord-Westphalie dans l'arrondissement de Paderborn.

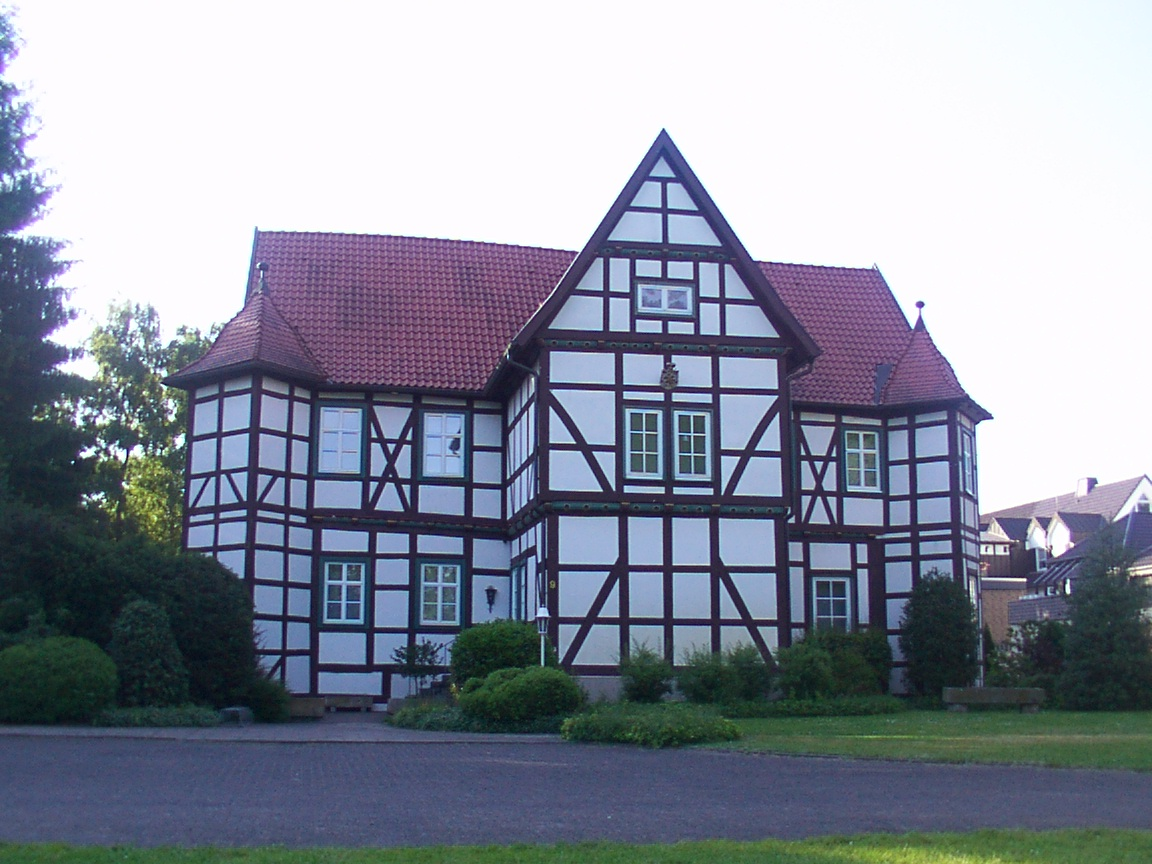
L'ancien château de chasse des princes-évêques de Paderborn.

Au nord de Hövelhof dans Stukenbrock-Senne, près de la commune, se trouve la source de l'Ems. Après un cours de 300 m, l'Ems traverse Hövelhof du nord au sud-ouest.
Hövelhof a des limites - commençant au nord-ouest dans le sens des aiguilles d'une montre - avec la commune de Verl et la ville de Schloß Holte-Stukenbrock (arr. de Gütersloh), les communes d'Augustdorf et de Schlangen (arr. de Lippe) et de villes de Bad Lippspringe, Paderborn et Delbrück (arr. de Paderborn).
Les quartiers de Hövelhof sont : Hövelhof, Espeln, Riege, Hövelriege, Staumühle et Klausheide.
La population de Hövelsenne, l'ancien quartier de Hövelhof à l'est, a été déplacée pour l'élargissement du Truppenübungsplatz Sennelager au XXe siècle.
Une plaque à la gare rappelle le souvenir des 70 000 prisonniers de guerre, dont une majorité de Soviétiques, tués au camp de Stukenbrock à proximité.

## Personnalités liées à la ville
- Eduard Wirths (1909-1945), médecin mort à Staumühle.
- Heinz Stücke (1940-), cycliste né à Hövelhof.

## Jumelages
- Verrières-le-Buisson (France) depuis 1971 dans le département de l'Essonne)